# 가스트라페테스

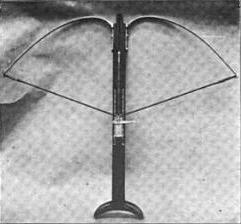
가스트라페테스.

가스트라페테스(고대 그리스어: γαστραφέτης→배에 대는 것)는 고대 그리스에서 사용된 크로스보우이다. 기원후 1세기에 알렉산드리아의 헤론이 저술 《전쟁무기》(Βελοποιικά)에서 이 무기를 언급했는데, 그의 그림은 고대 그리스의 엔지니어 크테시비우스(기원전 285 ~ 222년)의 것에 의존하고 있다. 헤론은 가스트라페테스의 개발 시기가 기원전 420년경이며 이것이 캐터펄트의 전신이라고 주장했지만, 정작 자신은 기원후 75년에 죽었다.
로마와 중세의 크로스보우와 달리, 가스트라페테스는 시위를 당기는 것이 아니라 복잡한 구조의 몸체를 아래로 밀어내는 방식으로 화살을 장전했다. 거대화된 가스트라페테스를 옥시벨레스(Οξυβόλος)라고 불렀는데, 이것은 곧 발리스타로 대체되었다.

## 참고 자료
- Schellenberg, Hans Michael (2006), "Diodor von Sizilien 14,42,1 und die Erfindung der Artillerie im Mittelmeerraum" 보관됨 2008-12-17 - 웨이백 머신, Frankfurter Elektronische Rundschau zur Altertumskunde 3: 14–23